# كيث فليت
كيث فليت (بالإنجليزية: Keith Flett)‏ هو مؤرخ بريطاني، ولد في 31 أكتوبر 1956.